# 니켄야역
니켄야역(일본어: 二軒屋駅)은 일본 도쿠시마현 도쿠시마시에 위치한 시코쿠 여객철도 무기 선의 철도역이다. 역 번호는 M02이며, 섬식 승강장 1면 2선의 구조를 갖춘 지상역이다.

## 타는 곳
| 1 | ■ 무기 선 | 상행 | 도쿠시마 · 이타노 · 나루토 · 아나부키 방면   |
| 2 | ■ 무기 선 | 하행 | 미나미코마쓰시마 · 아난 · 무기 · 가이후 방면 |

## 이용 현황
| 연도     | 하루 평균 | 연도     | 하루 평균 |
| 1995년도 | 564       | 2003년도 | 414       |
| 1996년도 | 605       | 2004년도 | 405       |
| 1997년도 | 549       | 2005년도 | 393       |
| 1998년도 | 493       | 2006년도 | 410       |
| 1999년도 | 477       | 2007년도 | 416       |
| 2000년도 | 454       | 2008년도 | 424       |
| 2001년도 | 447       | 2009년도 | 421       |
| 2002년도 | 419       | 2010년도 | 454       |
| -------- | --------- | -------- | --------- |

## 역 주변
- 국도 제438호선
- 도쿠시마 제분

## 인접 역
| 시코쿠 여객철도 무기 선       | 시코쿠 여객철도 무기 선 | 시코쿠 여객철도 무기 선     |
| ----------------------------- | ----------------------- | --------------------------- |
| M 01 아와토미다 도쿠시마 방면 | 보통                    | 분카노모리 M 03 가이후 방면 |